# Sean Maguire

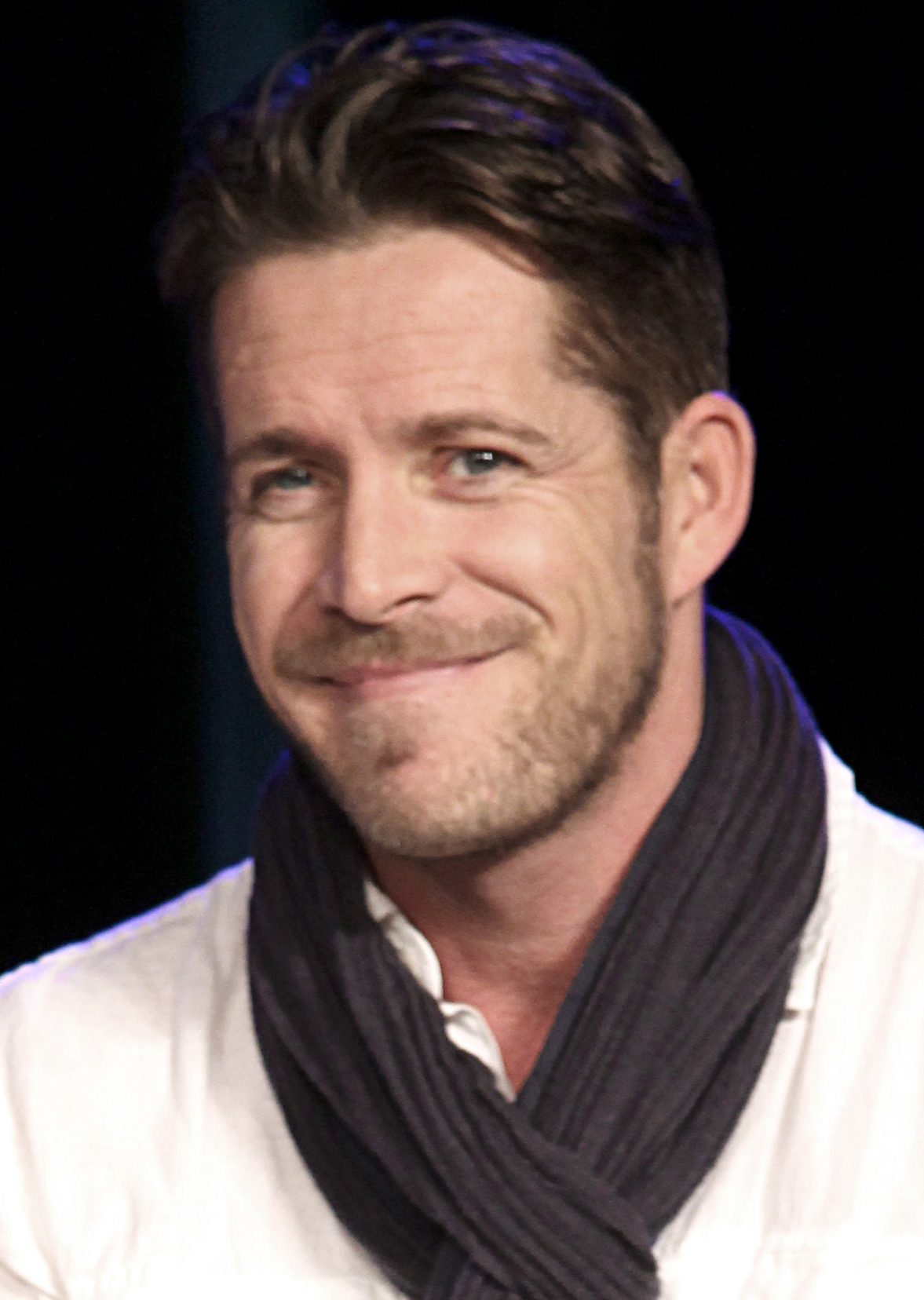
Sean Maguire in 2015

Sean Martin Michael Maguire (Ilford, Londen, 18 april 1976) is een Brits acteur en zanger.

## Biografie
Maguire werd geboren in een gezin van zes kinderen. Hij begon in 1984 als jeugdacteur op achtjarige leeftijd met acteren in de film A Voyage Round My Father waar hij samen met Laurence Olivier speelde, na deze film speelde hij nog meerdere rollen in films en televisieseries. Hij is vooral bekend van zijn rol als Tegs Ratcliffe in de televisieserie Grange Hill waar hij in 45 afleveringen speelde (1987-1991), van zijn rol als Aidan in de televisieserie EastEnders waar hij in 63 afleveringen speelde (1993) en van zijn rol als Robin Hood in de televisieserie Once Upon a Time waar hij in 56 afleveringen speelde (2013-2018). 
Maguire is in 2012 getrouwd, in 2000 verhuisde hij naar Los Angeles waar hij zich ging richten op de Amerikaanse televisiewereld. 

## Filmografie

### Films
Uitgezonderd korte films.
- 2024 Shadow Land - als Jasper Barnes
- 2022 A Snowy Day in Oakland - als Grant
- 2022 V for Vengeance - als Thorn
- 2015 The Red Dress - als James
- 2012 Songs for Amy - als Sean
- 2011 Lovelives - als Blake
- 2008 Meet the Spartans - als Leonidas
- 2007 The Dukes - als Dave
- 2007 LA Blues - als Jack Davis
- 2005 The Third Wish - als Brandon
- 2001 Prince Charming - als Prins Charming
- 2000 Out of Depth - als Paul Nixon
- 1997 Dear Nobody - als Chris
- 1992 Waterland - als Peter
- 1984 A Voyage Round My Father - als ??

### Televisieseries
Uitgezonderd eenmalige gastrollen.
- 2022 S.W.A.T. - als Joe - 2 afl.
- 2021 Action Royale - als ?? - 6 afl.
- 2021 Electric Easy - als Rizz - 4 afl.
- 2019-2020 The 100 - als Russell Lightbourne - 3 afl.
- 2020 The Magicians - als The Dark King / Sir Effingham - 10 afl.
- 2013-2018 Once Upon a Time - als Robin Hood - 56 afl.
- 2014 The 7.39 - als Ryan Cole - 2 afl.
- 2013 Criminal Minds - als Thane Parks - 2 afl.
- 2012-2013 Scott & Bailey - als politieagent Sean McCartney - 14 afl.
- 2011 Bedlam - als Sean - 3 afl.
- 2009 Kröd Mändoon and the Flaming Sword of Fire - als Kröd Mändoon - 6 afl.
- 2006-2007 The Class - als Kyle Lendo - 19 afl.
- 2003-2006 Eve - als Donovan Brink - 66 afl.
- 2001-2002 Off Centre - als Euan Pierce - 28 afl.
- 2000 Sunburn - als Lee Wilson - 8 afl.
- 1999 Holby City - als Darren Ingram - 2 afl.
- 1995 Dangerfield - als Marty Dangerfield - 17 afl.
- 1993 EastEnders - als Aidan - 63 afl.
- 1991 Dodgem - als Simon Leighton - 6 afl.
- 1987-1991 Grange Hill - als Tegs Ratcliffe - 45 afl.

## Discografie

### Albums
| Jaar | Titel         | Notering UK Albums Chart |
| ---- | ------------- | ------------------------ |
| 1998 | Greatest Hits | -                        |
| 1996 | Spirit        | 43                       |
| 1994 | Sean Maguire  | 75                       |

### Singles
| Jaar | Titel                    | Album        | Notering UK Singles Chart |
| ---- | ------------------------ | ------------ | ------------------------- |
| 1997 | Today's the Day          | -            | 27                        |
| 1996 | Don't Pull Your Love     | Spirit       | 14                        |
| 1996 | Good Day                 | Spirit       | 12                        |
| 1995 | You to Me Are Everything | Spirit       | 16                        |
| 1995 | Now I've Found You       | Spirit       | 22                        |
| 1995 | Suddenly                 | Sean Maguire | 18                        |
| 1994 | Take This Time           | Sean Maguire | 27                        |
| 1994 | Someone to Love          | Sean Maguire | 14                        |

- Gemeinsame Normdatei: 134992075
- International Standard Name Identifier: 0000 0000 5831 5436
- Library of Congress Control Number: n2008022587
- MusicBrainz: c42527cd-51f6-4f17-878a-27640ccf13a5
- Nederlandse Thesaurus van Auteursnamen: 316031313
- Virtual International Authority File: 1937926
- WorldCat: E39PBJhhvWV4KyHyRwqrdpdYT3